# Архипова Ніна Миколаївна
Ніна Миколаївна Архипова (нар. 1 травня 1921, Омськ, РРФСР — пом. 24 квітня 2016, Москва, Росія) — радянська і російська акторка театру і кіно, народна артистка РРФСР (1988).

## Біографія
Народилася 1 травня 1921 року в Омську, потім сім'я переїхала до Москви. Батьки — Микола Матвійович Архипов, сибіряк родом з Іркутська, і Марія Миколаївна з Санкт-Петербурга (застрелилася, коли Ніні було 10 років).
У дитинстві любила співати, танцювати, грала на фортепіано. Живучи в Замоскворіччі, вона часто відвідувала театри і стала замислюватися про акторську професію. Після школи вирішила подати документи не тільки у театральні студії — при Вахтанговському і Малому театрах, а також до ГІТІСу, але і на юридичний факультет МДУ. Архипова здала іспити і скрізь була прийнята; вирішила зупинити вибір на Театральному училищі імені Бориса Щукіна при Театрі імені Євгена Вахтангова. Її педагогом стала знаменита Цецилія Мансурова.
У 1945 році закінчила театральне училище імені Бориса Щукіна. У 1943—1951 роках служила в театрі імені Є. Вахтангова, на сцені якого ще студенткою стала грати матір Беату в п'єсі «Сірано де Бержерак» Е. Ростана (1943), Катю в «Синій хустинці» В. Катаєва (1943). У мюзиклі Ф. Ерве «Мадемуазель Нітуш» виступала в групі «ластівок».
З 1951 по 2016 роки — провідна акторка Московського театру Сатири. За роки роботи виконала понад сотні ролей.
У кіно знімалася нечасто, виконувала ролі м'яких, добрих жінок. Дебютувала в 1946 році в драмі А. Столпера «Наше серце». Через чотири роки втілила Віру Горошко в кіноповісті Бориса Барнета «Щедре літо». Цю роль вона вважала однією з найважливіших у своїй кар'єрі. Широку популярність здобула з виходом на екрани телеспектаклю «Прокинься і співай!». Регулярно стала зніматися лише в 1970-ті. Серед найвідоміших її ролей — мати головної героїні у фільмі «Ох вже ця Настя!», Гертруда в телеспектаклі «Мартін Іден» за Джеком Лондоном і дружина комісара Мегре в серії телефільмів за творами Жоржа Сіменона.
Знімалася в кіножурналі «Єралаш».
У 2014 році видала книгу «Життя в пропонованих обставинах».
Померла 24 квітня 2016 року в Москві, не доживши тиждень до свого 95-річчя.
Похована на Кунцевському кладовищі поруч із чоловіком.

## Родина
- Перший чоловік — композитор Олександр Голубенцев (1899—1979).
  - Дочка — Наталія Олександрівна Голубенцева (нар.. 1942) — заслужена артистка Росії, більше 30 років працює на телебаченні, озвучила Степашку в телепередачі «На добраніч, малюки!», лауреатка премії «ТЕФІ».
- Другий чоловік — письменник Борис Горбатов (1908—1954).
  - Дочка — Олена Борисівна Єрмакова (Горбатова) (нар.. 1953) — викладачка англійської мови.
  - Син — Михайло Борисович Горбатов (1953—2017) — лікар-кардіореаніматолог.
- Третій чоловік — актор Георгій Менглет (1912—2001).

## Визнання і нагороди
- Заслужена артистка РРФСР (1967)
- Народна артистка РРФСР (1988)[3]
- Орден Дружби (1996)[6]
- Медаль «В пам'ять 850-річчя Москви»

## Творчість

### Ролі в театрі

#### Театр імені Є.Б.Вахтангова
- 1943 — «Сірано де Бержерак» Едмона Ростана — мати Беата[3]
- 1943 — «Синя хусточка» Валентина Катаєва — Катя
- 1946 — «Мадемуазель Нітуш» Флорімона Ерве — Деніза
- 1946 — «Новорічна ніч» Олександра Гладкова
- 1947 — «Солом'яний капелюшок» Ежена Лабіша та Марк-Мішеля — служниця
- 1947 — «Напередодні» Івана Тургенєва — Зоя
- 1948 — «Прокляте кафе» Василя Шкваркіна
- 1948 — «Останній день» Братів Тур

#### Московський академічний театр сатири
- 1951 — «Господин Дюруа» Гі де Мопассана — Клотильда
- 1953 — «Баня» Володимира Маяковського. Режисер:  Валентина Плучека  —  Фосфорічна жінка
- 1953 — «Де ця вулиця, де цей будинок» Володимира Диховичного і Моріса Слобідського
- 1954 — «Весільна подорож» Володимира Диховичного
- 1955 — «Клоп» Володимира Маяковського. Режисерка:  Валентина Плучека  —  Зоя Березкіна
- 1955 — «Поцілунок феї» Зіновія Гердта і Михайла Львівського. Режисер:  Еммануїл Краснянський
- 1 957 — «Брехня на довгих ногах» Едуардо де Філіппо
- 1959 — «Чарівні кільця Альманзора» Тамари Габбе —  Принцеса квітня
- 1959 — «Дамоклів меч» Н. Хікмета
- 1960 — «Сліпе щастя» О. Кузнєцова, Г. Штайн
- 1962 — «Будинок, де розбиваються серця» —  місіс Хешебай
- 1965 — «Над прірвою в житі» Дж. Д. Селінджера —  Принцеса квітня
- 1966 — «Стара діва» І. Штока
- 1969 — «Мій будинок - моя фортеця» Дж. Купер
- 1970 — «Прокинься і співай»  Міклоша Дярфаша
- 1972 — «Матінка Кураж та її діти» Бертольта Брехта — Іветта Потьє
- 1972 — «Таблетку під язик» Андрія Макайонка
- 1973 — «Маленькі комедії великого будинку» Григорія Горіна і Аркадія Арканова
- 1977 — «Вельмишановна шафа» Євгена Чебаліна
- 1979 — «Її превосходительство» Самуїла Альошина
- 1980 — «Гніздо глухаря» Віктора Розова —  Валентина Дмитрівна
- 1982 — «Концерт для театру з оркестром» Григорія Горіна та Олександра Ширвіндта
- 1985 — «Мовчи смуток, мовчи...» Олександра Ширвіндта
- 1996 — «Вісім люблячих жінок»  Робера Тома —  бабуся

### Фільмографія
- 1946 — Наше серце
- 1950 — Щедре літо —  Віра Горошко
- 1959 — Оголена зі скрипкою —  Джейн, дочка художника
- 1963 —  Короткі історії —  Зося
- 1971 —  Телеграма —  Катерина П'ятипал, вона ж Катя Іноземцева
- 1971 — Ох вже ця Настя! —  мама Насті
- 1974 —  Маленькі комедії великого будинку —  Женя
- 1974 — Один єдиний —  Марія
- 1974 —  Прокинься і співай! —  Ержі, дружина Орбока
- 1976 —  Мартін Іден (телеспектакль) —  Гертруда
- 1976 — Звичайна Арктика —  мешканка полярного містечка
- 1976 —  Вогняний міст —  Ксенія Михайлівна
- 1977 — Сім'я Зацепіних (телефільм) —  Ганна Степанівна Зацепіна
- 1978 — Помилки юності —  мама солдата на пляжі
- 1979 —  Ранковий обхід —  Лідія Михайлівна
- 1982 —  Мегре коливається —  мадам Мегре
- 1983 —  Карантин —  тітка Поліна
- 1984 — Два гусари —  Анна Федорівна Зайцева
- 1984 — Продовжись, продовжись, чарівність ... —  Олена Георгіївна
- 1987 — До розслідування приступити. Наклеп. — Віра Сергіївна Мельникова
- 1990 —  Реклама Єралашу — клоунеса Бом (головна роль, немає в титрах)
- 1992 — Мелодрама із замахом на вбивство —  мама Тамари
- 1994 — Стомлені сонцем —  Олена Михайлівна
- 2003 — Next 3 —  мати Дюбеля
- 2005—2006 — Люба, діти і завод ... —  тітка Віолетта
- 2011 — Стомлені сонцем 2: Цитадель —  Олена Михайлівна
- 2012 — Біла людина — Варвара Уварова